# Sotalbatross
Sotalbatross (Phoebetria fusca) är en starkt hotad  fågel i familjen albatrosser inom ordningen stormfåglar.

## Utseende
Sotalbatrossen är en medelstor, 85 centimeter lång sotbrun albatross med kilformat stjärt. Den adulta fågeln är något mörkare på sidan av huvudet med en vit halvmåne ovanför och bakom ögat. Näbben är huvudsakligen svart med oragen eller gula inslag. Den nära släktingen ljusryggig albatross har violett eller blått inslag på näbben och blekare mantel. Sotalbatross med sliten dräkt kan vara svår att skilja från denna.

## Utbredning
Fågelns utbredningsområde sträcker sig över södra Atlanten och Indiska oceanen norrut till cirka 30:e breddgraden. Den häckar öarna i ögruppen Tristan da Cunha i södra Atlanten samt på Prince Edward-ön, Marionön, Amsterdamön och Crozetön i södra Indiska oceanen.

## Ekologi
Fågeln häckar i lösa kolonier om 50–60 bo på klippor och branta sluttningar där den lätt kan landa och lyfta. Äggen läggs i oktober och november, kläcks i början och mitten av december och ungarna blir flygga i maj. Ett par som häckat framgångsrikt häckar sällan efterföljande sommar. Den lever huvudsakligen av bläckfisk, fisk, kräftdjur och as.

## Status och hot
Fågeln har en liten världspopulation på mellan 10 600 och 14 300 par. Den har dessutom minskat kraftigt i antal, framför allt på Goughön i Astalnten och öarna Crozet och Marion i Indiska oceanen. IUCN kategoriserar därför arten som starkt hotad.

## Namn
Fågeln har på svenska även kallats vanlig albatross eller kråkalbatross.